# Wodnik Szuwarek

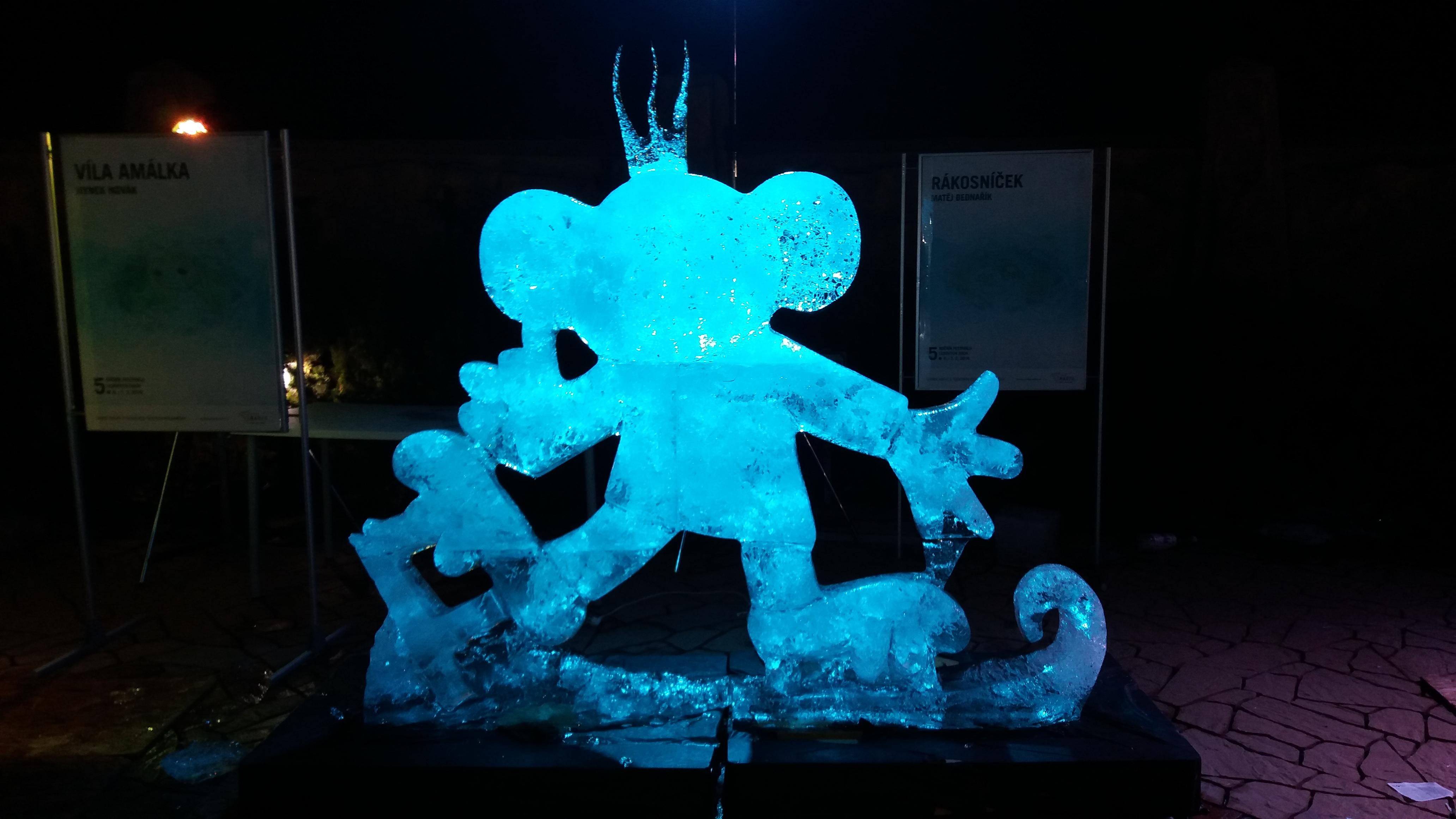
Wodnik Szuwarek z lodu

Wodnik Szuwarek (oryg. Rákosníček; także: Wodnik Szuwarek i gwiazdy, cz. Rákosníček a hvězdy, słow. Trsteniarik a hviezdy; Wodnik Szuwarek i jego staw, cz. Rákosníček a jeho rybník, słow. Trsteniarik a jeho rybník; Wodnik Szuwarek i pogoda, cz. Rákosníček a povětří, słow. Trsteniarik a počasie) – czechosłowacki serial animowany dla dzieci z 1976 i 1983 roku, w reżyserii Zdenka Smetany.

## Fabuła
Główną postacią serialu jest wodnik (w wierzeniach słowiańskich demon opiekujący się zbiornikiem wodnym) o imieniu Szuwarek (cz. Rákosníček, od rákos ‘trzcina’, rákosina, rákosí ‘szuwar’; słow. Trsteniarik, od tŕstie ‘trzcina’), który zamieszkuje staw Szmaragdowe Oczko (cz. Brčálník). Ma skórę i ubranie koloru zielonego, siedem sterczących włosów na czubku głowy, duży nos w kształcie wiszącej kropli, okrągłe i odstające uszy. Jest ciekawski i sprytny (pomysłowy). Odznacza się poczuciem humoru i poczciwością.

## Spis odcinków

### Pierwsza seria
Wodnik Szuwarek i gwiazdy (cz. Rákosníček a hvězdy; 13 odcinków; 1976 rok)
1. Jak Rákosníček předjížděl Velký vůz a co z toho bylo
2. Jak Rákosníček zachraňoval mráčky-beránky před hvězdným orlem
3. Jak si Rákosníček nevysloužil hvězdu
4. Jak Rákosníček s Vodnářem zařídili, aby zase pršelo
5. Jak Rákosníček zachránil Polárku před slunečním paprskem
6. Jak Rákosníček zachraňoval Raka, až se mu z toho zatočila hlava
7. Jak Rákosníček s Malým a Velkým psem neuhlídali měsíc
8. Jak Rákosníček vysvobodil zakletou Labuť, která vůbec nebyla zakletá
9. Jak Rákosníček udělal na nebi kluziště a pořád se diví, proč mu lidé říkají Mléčná dráha
10. Jak Rákosníček vyzrál na nebeského Střelce
11. Jak Rákosníček udělal z nebeského Draka kolotoč
12. Jak si Rákosníček nepomohl k nebeské Koruně
13. Jak Rákosníček přivedl k nebeskému Pastýři zatoulanou hvězdu

### Druga seria
Wodnik Szuwarek i jego staw (cz. Rákosníček a jeho rybník; 26 odcinków; 1983 rok)
1. Jak Rákosníček odhalil velkou podvodní loupež
2. Jak měl Rákosníček strach, že se mu Brčálník vytratí před očima
3. Jak Rákosníček zařídil, aby nebyla doba ledová
4. Jak měl Rákosníček starosti s módní přehlídkou
5. Jak Rákosníček měl co dělat, aby mu vítr nesebral rybník
6. Jak Rákosníček válčil s vodními šneky
7. Jak Rákosníček zachraňoval potopený Měsíc
8. Jak Rákosníček obstarával pro kapry penízky
9. Jak Rákosníček předělával mrtvou vodu na živou
10. Jak Rákosníček kvůli chodící rybě přišel k ostudě
11. Jak Rákosníček se štikou vyhnali z rybníka lenost
12. Jak Rákosníček popletl všechny vody
13. Jak Rákosníček foukal a pak vyděšeně koukal

Wodnik Szuwarek i pogoda (cz. Rákosníček a povětří)
1. Jak Rákosníček nevyrobil duhu
2. Jak se Rákosníček nepřičinil o mráz
3. Jak Rákosníček nezaonačil mlhu
4. Jak Rákosníček nezaopatřil oblevu
5. Jak Rákosníček neudělal jasno
6. Jak Rákosníček nesjednal horko
7. Jak Rákosníček nezabezpečil oblačno
8. Jak Rákosníček nepřivolal bouřku
9. Jak Rákosníček nesehnal vítr
10. Jak Rákosníček neobstaral déšť
11. Jak Rákosníček nezařídil sníh
12. Jak se Rákosníček nepostaral o rosu
13. Jak Rákosníček nedodal správné zahradnické počasí